# Herpetacanthus pauciflorus
Herpetacanthus pauciflorus är en akantusväxtart som beskrevs av Indriunas och Kameyama. Herpetacanthus pauciflorus ingår i släktet Herpetacanthus och familjen akantusväxter. Inga underarter finns listade i Catalogue of Life.